# Europese kampioenschappen schaatsen afstanden 2020 - Teamsprint vrouwen
De teamsprint voor vrouwen op de Europese kampioenschappen schaatsen 2020 werd gereden op vrijdag 10 januari 2020 in ijsstadion Thialf in Heerenveen. Het was de tweede editie van de EK afstanden en de Russische damesploeg prolongeerde de initiële titel uit 2018.

## Uitslag
| #      | Land        | Schaatsers                                           | Tijd    |
| ------ | ----------- | ---------------------------------------------------- | ------- |
| Goud   | Rusland     | Olga Fatkoelina Angelina Golikova Darja Katsjanova   | 1.26,17 |
| Zilver | Nederland   | Letitia de Jong Femke Kok Ireen Wüst                 | 1.26,62 |
| Brons  | Polen       | Natalia Czerwonka Andżelika Wójcik Kaja Ziomek       | 1.28,25 |
| 4      | Wit-Rusland | Tatjana Michajlova Anna Nifontova Jevgenia Vorobjova | 1.30,68 |